# Rosularia sempervivum
Rosularia sempervivum är en fetbladsväxtart. Rosularia sempervivum ingår i släktet Rosularia och familjen fetbladsväxter.

## Underarter
Arten delas in i följande underarter:
- R. s. amanensis
- R. s. glaucophylla
- R. s. kurdica
- R. s. libanotica
- R. s. persica
- R. s. pestalozzae
- R. s. sempervivum

## Bildgalleri

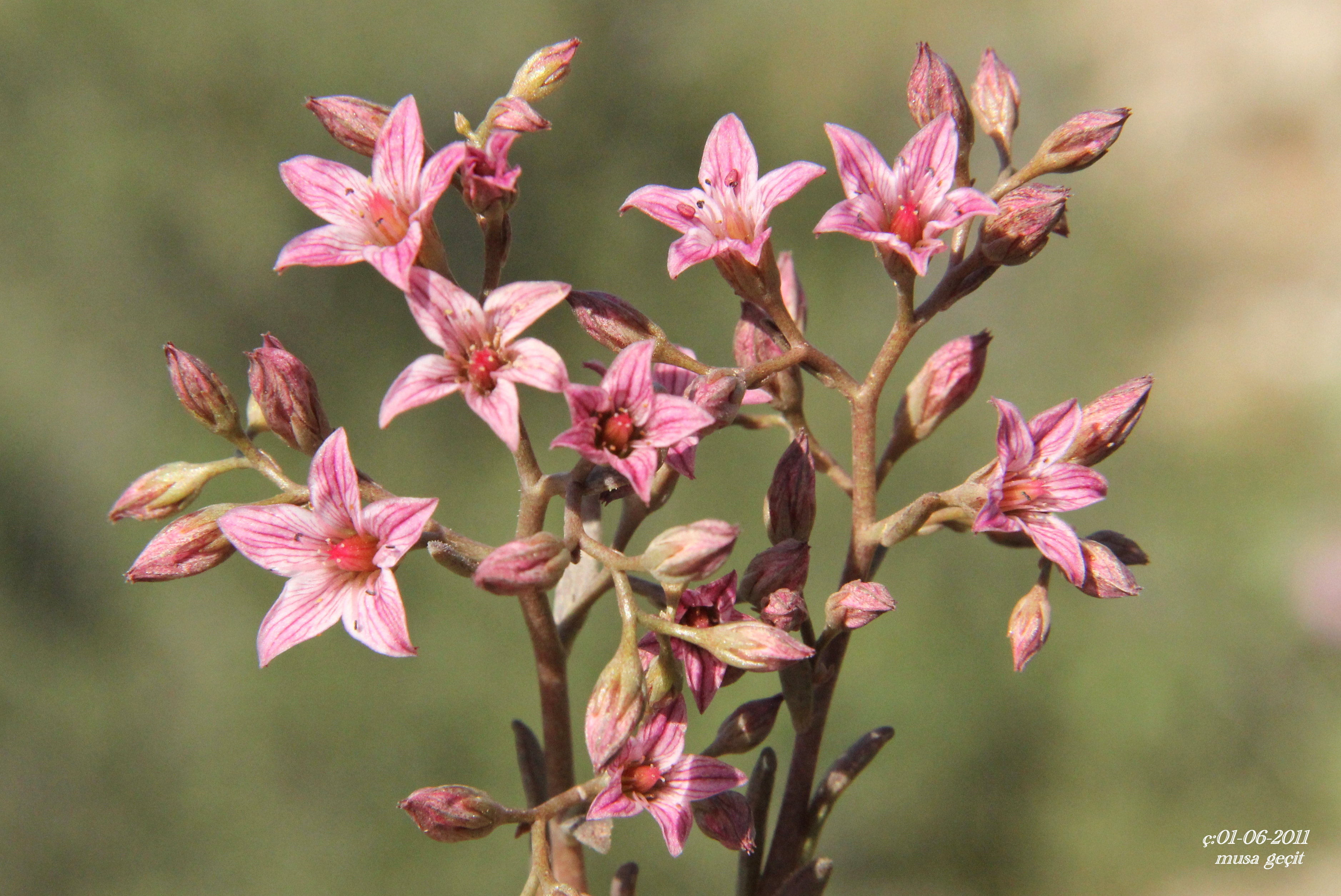